# Алнгей
Алнгей — згаслий вулкан у центральній частині Серединного хребта на півострові Камчатка, Росія. Належить до типу голоценових стратовулканів.
Вулкан розташований на західному схилі Серединного хребта на початку річок Теклеваям і Халгінчеваям. На захід від нього розташований древній плейстоценовий щитовий вулкан Теклетенуп. Вулкана є пологим конусом, витягнутим у північно-східному напрямку, з висотою західних схилів 1000 метрів, східних — 600 метрів.
Вулкан складений щільними темно-сірими лавами. На вершинні є залишки кратера. Діяльність вулкана відноситься до верхньочетвертичного періоду, можливо, вершинна частина вулкана Алнгей сформувалася на початку голоценового часу.